# Museos El Ceibo

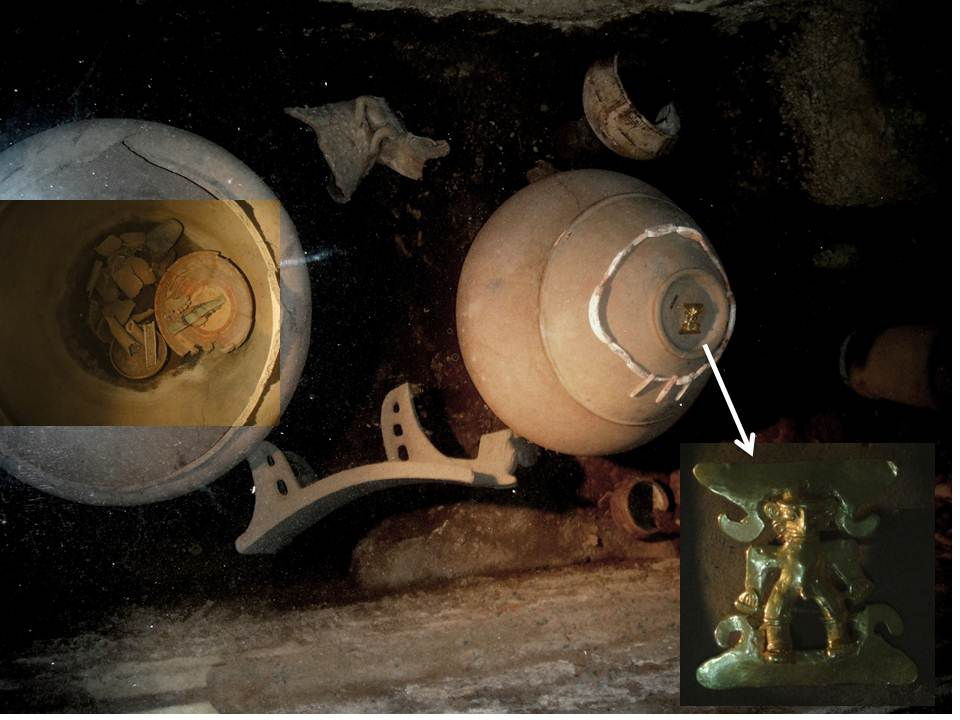
Exhibición de Entierro, Museos El Ceibo (Sección de Arqueología), Ometepe, Nicaragua

El Ceibo es un importante museo ubicado en la Isla de Ometepe (Nicaragua), en lo que fueron los hornos de tabaco de la finca Tel Aviv, conocida en por su antiguo nombre de El Refugio, en la comunidad de Sacramento, a diez kilómetros de Moyogalpa, en el Lago Cocibolca o Lago Nicaragua. Administrativamente la isla pertenece al Departamento de Rivas, en Nicaragua. El nombre de la isla deriva del náhuatl (ōme 'dos' y tepētl 'montaña(s)'), ya que la misma está constituida en su práctica totalidad por los conos de dos volcanes: el Volcán Concepción y el Volcán Maderas.
El acceso al museo es gratuito para residentes de la isla, tiene un precio de 6 dólares EE. UU. para turistas extranjeros por entrar a los dos museos y 4 para visitantes nacionales.
El museo requiere de apoyos multilaterales para incrementar el área de exhibición así como la investigación científica de muchas piezas, para acreditar información sobre ellas y apoyar los estudios científicos de la importante zona arqueológica.
Debido a la poca afluencia externa de visitantes, los limitados ingresos del museo no son suficientes para su mantenimiento y operación. Todo lo cual es financiado con recursos propios del museo privado.

## Historia del Museo
Este museo cuenta con dos secciones específicas en dos edificios independientes, una sobre numismática nicaragüense y otra sobre arqueología precolombina de la zona. El área de exhibición de arqueología tiene seis salas de exhibición en 200 metros cuadrados, dos plantas de exhibición, y es el único en Ometepe equipado con aire acondicionado para preservar el importante patrimonio arqueológico en exhibición.
El museo fue fundado en el año de 2007 por Moisés David Ghitis Rivera, filántropo nicaragüense, en una finca agrícola y ganadera de su propiedad en la isla de Ometepe. Es el único museo privado prehispánico en la isla de Ometepe, cuenta con una colección de más de 1500 piezas precolombinas, las cuales se encuentran en exhibición permanente. 

## Museo Arqueología Prehispánica

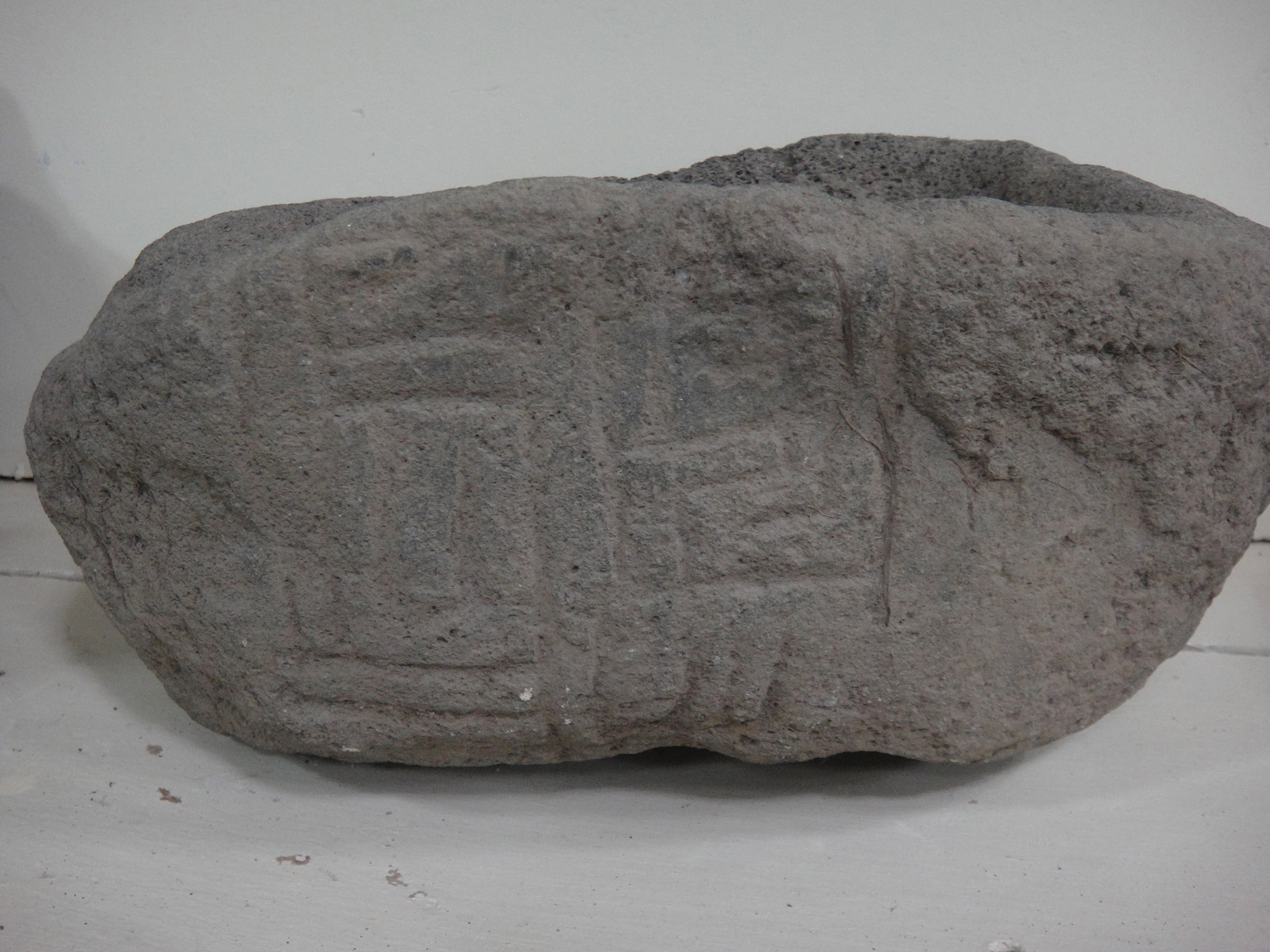
Petroglifo, Museos El Ceibo, Ometepe, Nicaragua

En la primera planta del museo está la sala de cerámica, urnas funerarias, metates y de herramientas a base de piedras.
En la segunda planta se encuentran la representación de la mujer, la sala de vajillas, la de variedades y la sala de adornos corporales; las mil 500 piezas en exhibición han sido encontradas en toda la isla, por diferentes agricultores, otras estaban en poder de personas que las poseían por herencia de sus familiares y fueron donadas al museo.

### Petroglifos
En el patio exterior del museo, se encuentran 16 especímenes de petroglifos encontrados en el área, 13 de los cuales fueron encontrados en volcán maderas, 2 en la finca propiedad de Moisés Ghitis y 1 es de origen desconocido. 
En la isla se encuentran también petroglifos realizados a partir de 300 a. C.

### Tumba de antiguos nativos
En la primera sala el detalle más llamativo es la recreación de una tumba prehispánica que fue encontrada y estudiada hace 15 años por Ghitis Rivera, a unos 700 metros del ahora museo. Durante este proceso, se hizo un mapa de ubicación de los restos humanos y los objetos encontrados.
En esta tumba prehispánica fue reconstruida dentro del museo, se observa la dentadura, los huesos colocados en una vasija de barro, un pendiente de jade, un collar de colmillos de animal, un trípode con cabeza de águila y un chamán de oro, por lo que se infiere que los restos eran de un personaje importante de los antepasados de Ometepe.

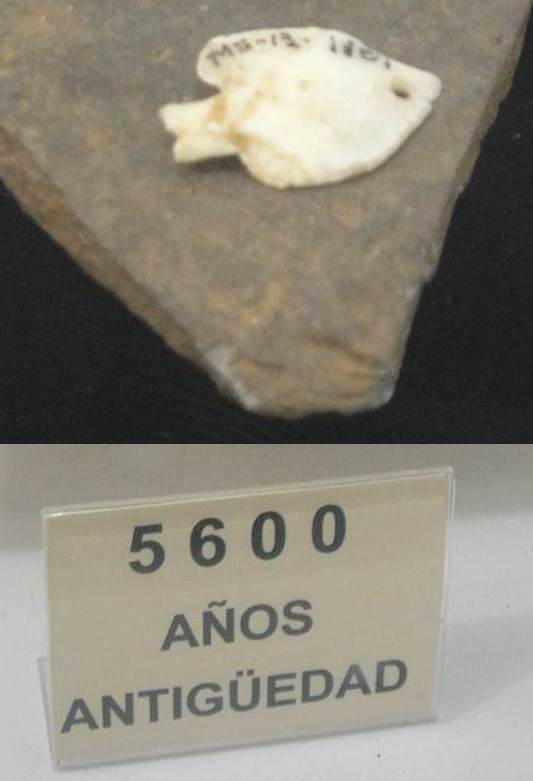
Punta de Lanza, 5.600 de antigüedad, Museos El Ceibo, Ometepe, Nicaragua

El origen del artículo de oro en Ometepe, abre un interesante tema de investigación, en cuanto a su origen, significado, etc. 

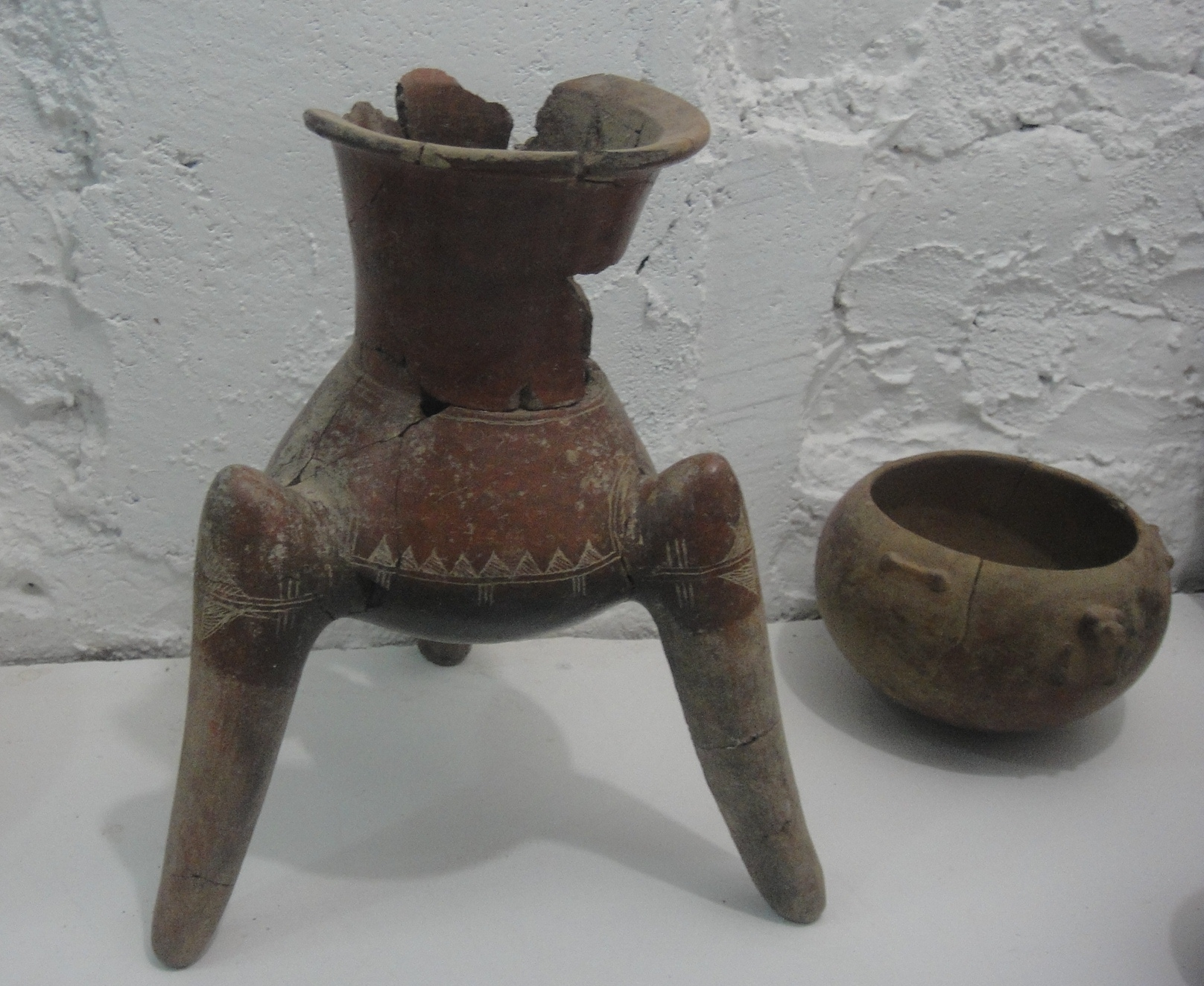
Trípode de Cerámica, 2.800 años de antigüedad, Museos El Ceibo, Ometepe, Nicaragua

### Piezas más antiguas de la colección
Punta de lanza de pedernal en forma de pescado, antigüedad estimada de 5600 años (León, Humberto y Moroney, Bosco, 2002).
Trípode, esta pieza fue encontrada en la Finca Los Ángeles, fechada a aproximadamente hace 2800 años (León, Humberto y Moroney, Bosco, 2002).

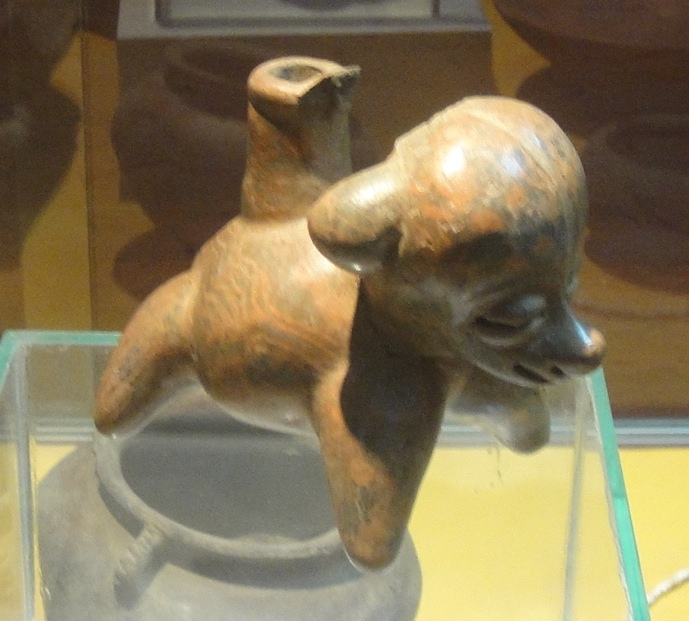
Perro Xulo, 2.800 de antigüedad, Museos El Ceibo, Ometepe, Nicaragua

Perro Xulo, figura de cerámica, estos perros eran importantes, los nativos los engordaban para comérselo. Pieza de 2500 años de antigüedad.

### Comercio antiguo

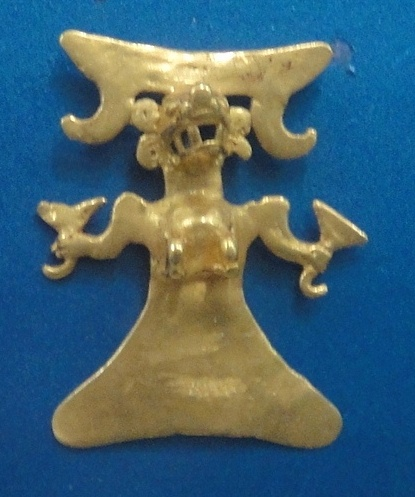
Adrono de Oro, Museos El Ceibo, Ometepe, Nicaragua

La colección de este museo ofrece importantes indicios del intercambio comercial que existió en la región en la época prehispánica, ya que la presencia de los diversos artículos son evidencias de relaciones comerciales con otras regiones, como El Salvador y Honduras, puesto que se han encontrado piezas procedentes de esos países y piezas de oro presumiblemente procedentes de Colombia. También se han encontrado piezas con influencias Maya, Incas y Azteca.

## Salas de exhibición
Las siguientes subsecciones proveen detalles de las diferentes áreas del museo.

### Sala herramientas

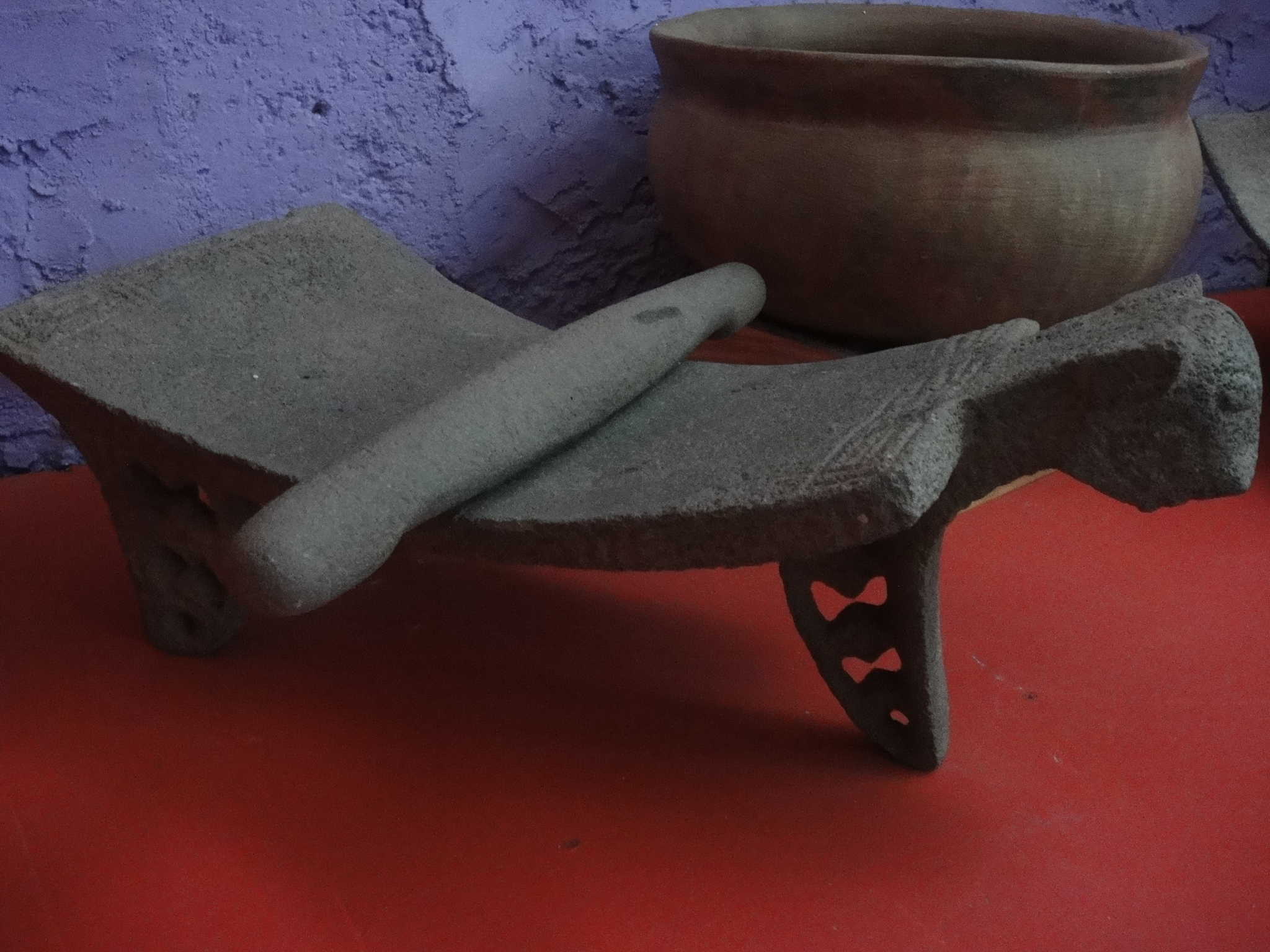
Hermoso Metate, Museos El Ceibo, Ometepe, Nicaragua

En esta sala se observan diferentes tipos de herramientas que fabricaban y utilizaban nuestros antepasados, por ejemplo: 
- Mazos
- Puntas de flecha y lanzas de pedernal y obsidiana
- Herramientas de agricultura
- Herramientas de cocina
- Pesas de tarraya para pesca
- Petroglifos
- Piedras de moler o metates, de 3 soportes, 4 soportes, sin soportes, curvas, tipo mesa, planas, con cabezas de felinos, etc. (El museo tiene más de 50 piezas de este tipo).

### Sala de urnas funerarias

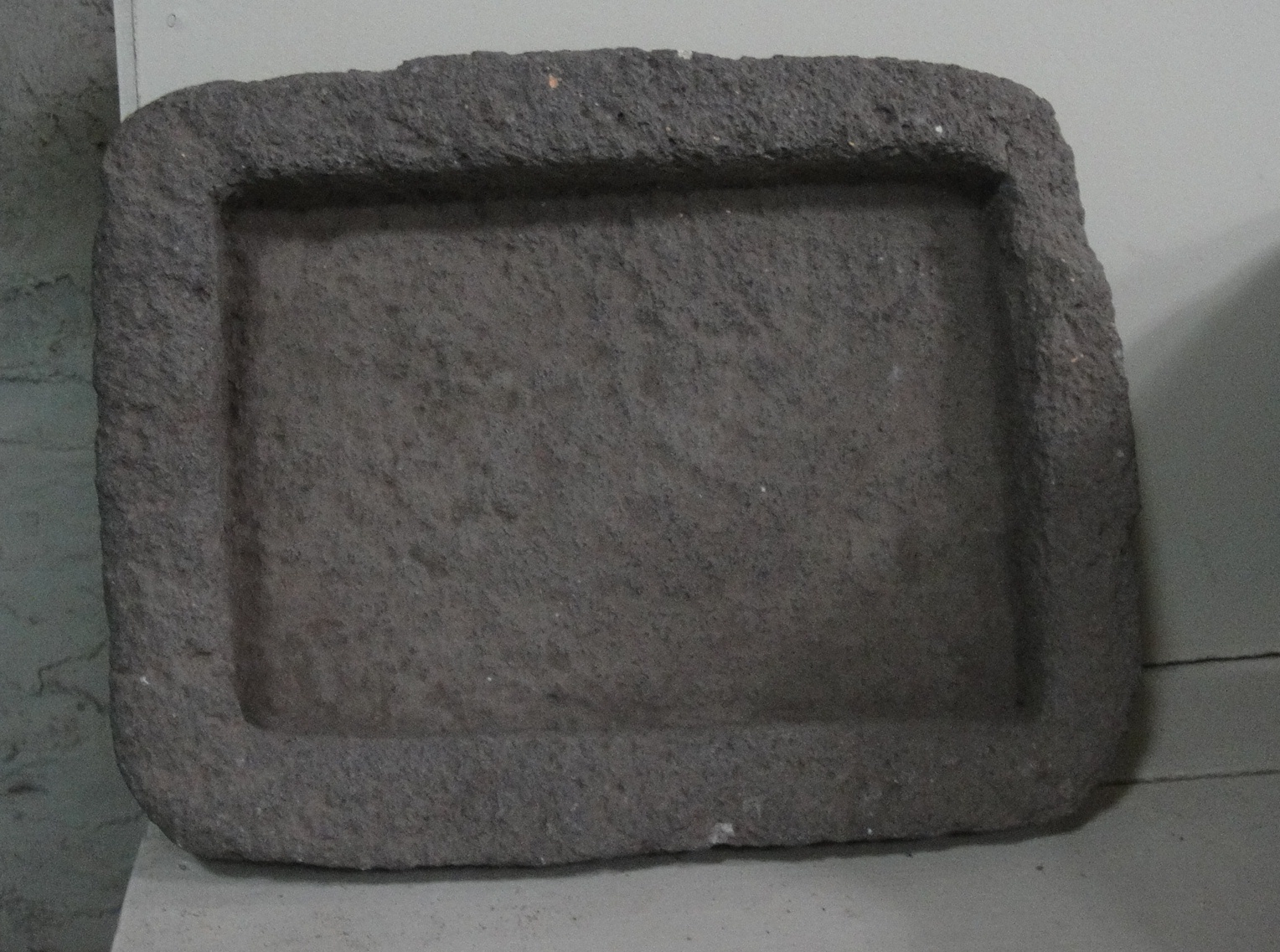
Recipiente cuadrado de piedra, Museos El Ceibo, Ometepe, Nicaragua

En esta sala se observan diferentes tipos de urnas fúnebres, fabricadas por nuestros antepasados, por ejemplo: 
Tipo zapato 
Tipo circular 
Tipo barco 

### Sala de cerámica periodo Orosi (3000 - 500a.C.)
En este periodo se fabricó cerámica monocromática o de una sola tonalidad, no se utilizaban tintas de colores. 

### Sala cerámica periodo Tempisque 500 - 300d.C.
En este periodo ya se comienza a ver la cerámica bicroma, bocana inciso y monocroma.

### Sala cerámica periodo Bagaces 300 - 800d.C.

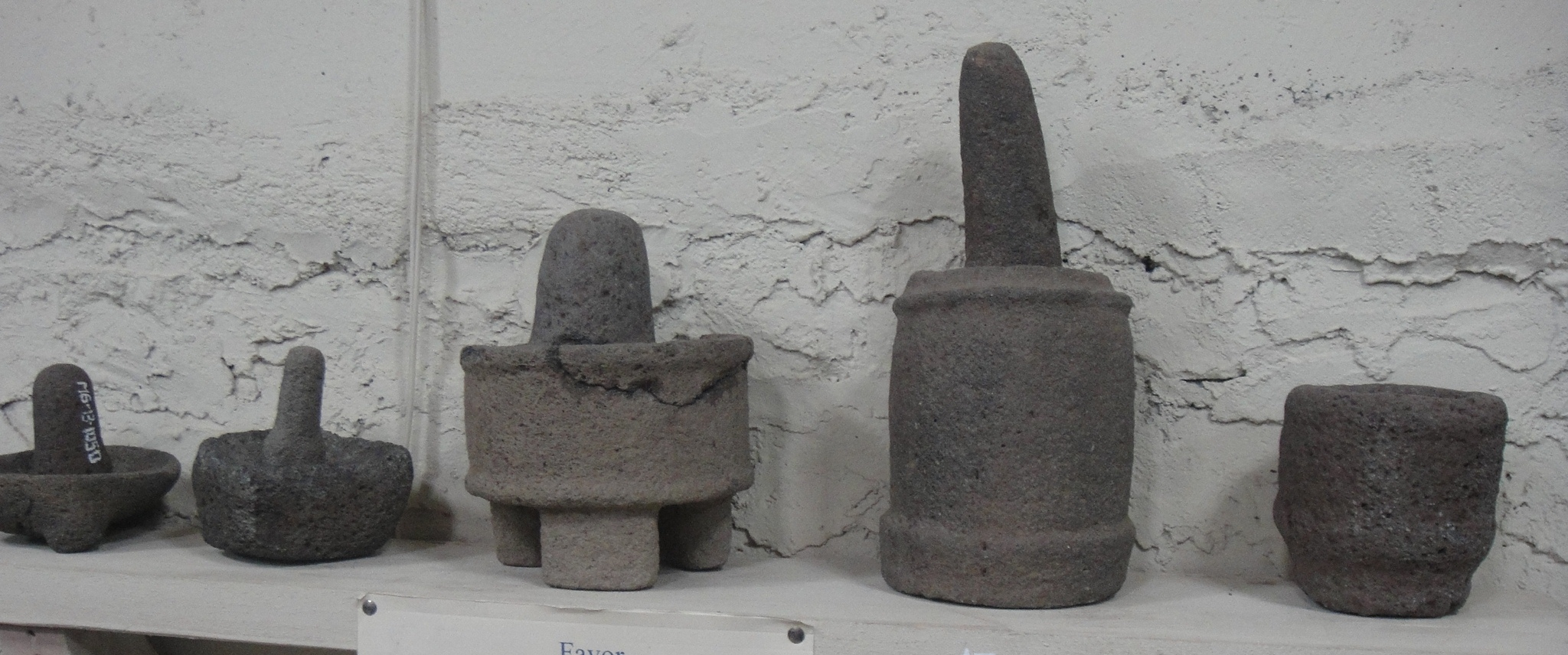
Molcajetes, Museos El Ceibo, Ometepe, Nicaragua

En este periodo se ve ya cerámica policroma antigua, cerámica tricroma: rojo, negro y crema.

### Sala cerámica periodo Sapoá (800 - 1350d.C.)
En este periodo se observa cerámica policromo medio y cerámica papagayo 

### Sala cerámica periodo Ometepe (1350 - 1550d.C.)
En este periodo se observa cerámica policroma tardía, cerámica luna, castillo esgrafiado y lado negro.

## Reconocimientos

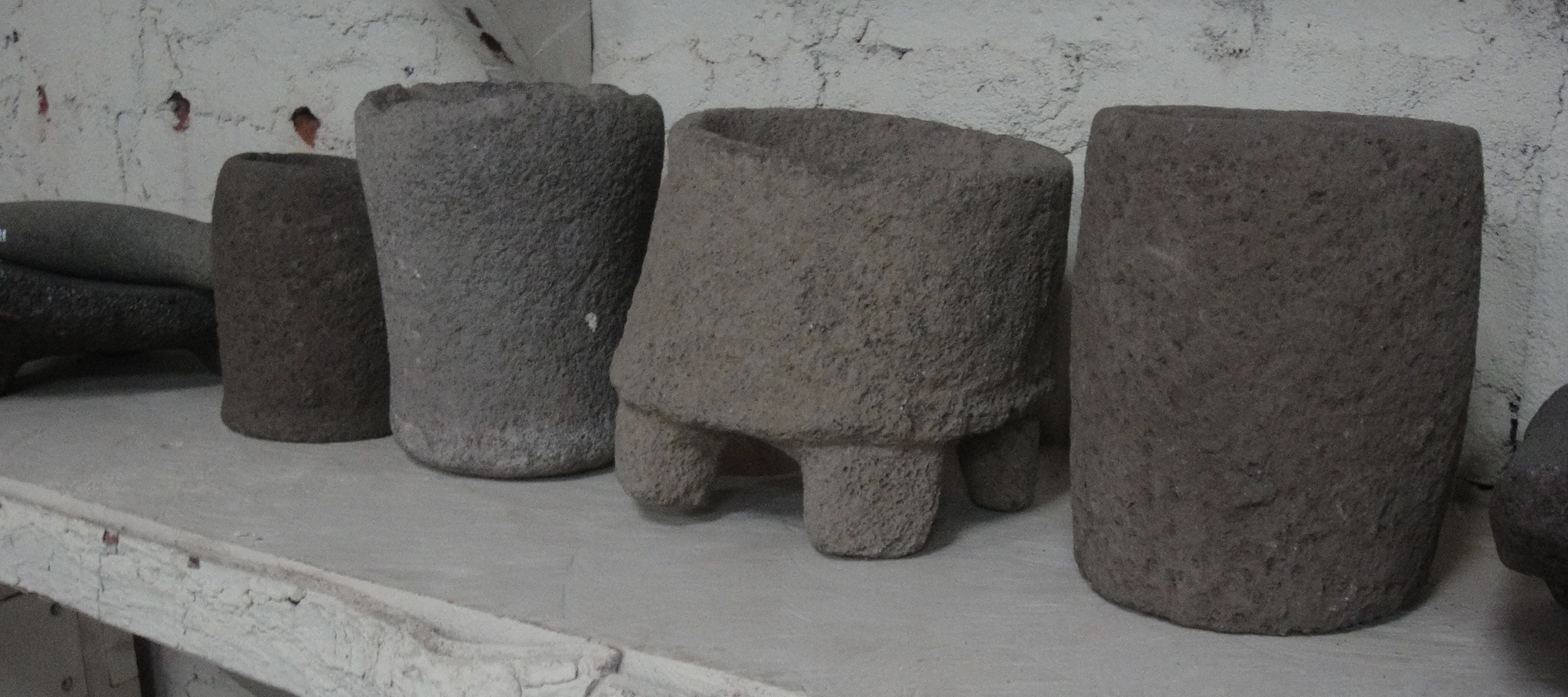
Jarras de Piedra, Museos El Ceibo, Ometepe, Nicaragua

El Museo y su junta directiva hacen mención de reconocimiento a las siguientes instituciones, que de una manera u otra han apoyado la importante misión del Museo:
- Ministerio de Cultura de Nicaragua.[5]
- Instituto Nicaragüense de Turismo.[6]
- Fundación ETEA para el desarrollo y la cooperación, de Rivas.[7]
- Arqueólogos Humberto León y Bosco Moroney
- Proyecto Desarrollo del Turismo en el sur occidente de Nicaragua
- Proyecto triángulo del sur

## Proyecto de investigación
El Museo tiene intenciones de efectuar un estudio científico sobre el patrimonio existente e investigación en zonas aledañas específicas, con el propósito de profundizar sobre los orígenes de las civilizaciones que habitaron el lugar, así como las probables fechas de las diferentes épocas de ocupación. Con ayuda de arqueólogos amigos del museos y el INC